# Mello
Pour les articles homonymes, voir Mello (homonymie).
Mello est une commune française située dans le département de l'Oise en région Hauts-de-France.

## Géographie

### Localisation
Mel;lo est un village périurbain picard situé à vol d'oiseau à 9 km à l'ouest de Creil,12 km au nord-ouest de Chantilly, 32 km au nord-est de Pontoise, 17 km à l'est de Méru et 42 km de Gisors, 27 km au sud-est de Beauvais et 12 km au sud de Clermont.
La commune se trouve dans l'aire d'attraction de Paris, dans l'unité urbaine de Cires-lès-Mello, dans la zone d'emploi de Creil et dans le bassin de vie de Liancourt.

### Communes limitrophes
Les communes limitrophes sont  Bury, Cires-lès-Mello, Maysel, Rousseloy et Saint-Vaast-lès-Mello.
|                 | Bury   | Rousseloy             |
| Cires-lès-Mello | Mello  | Saint-Vaast-lès-Mello |
|                 | Maysel |                       |

### Géologie et relief
La superficie de la commune est de 3,35 km2 ; son altitude varie de 32  à   103 mètres.

### Hydrographie

#### Réseau hydrographique

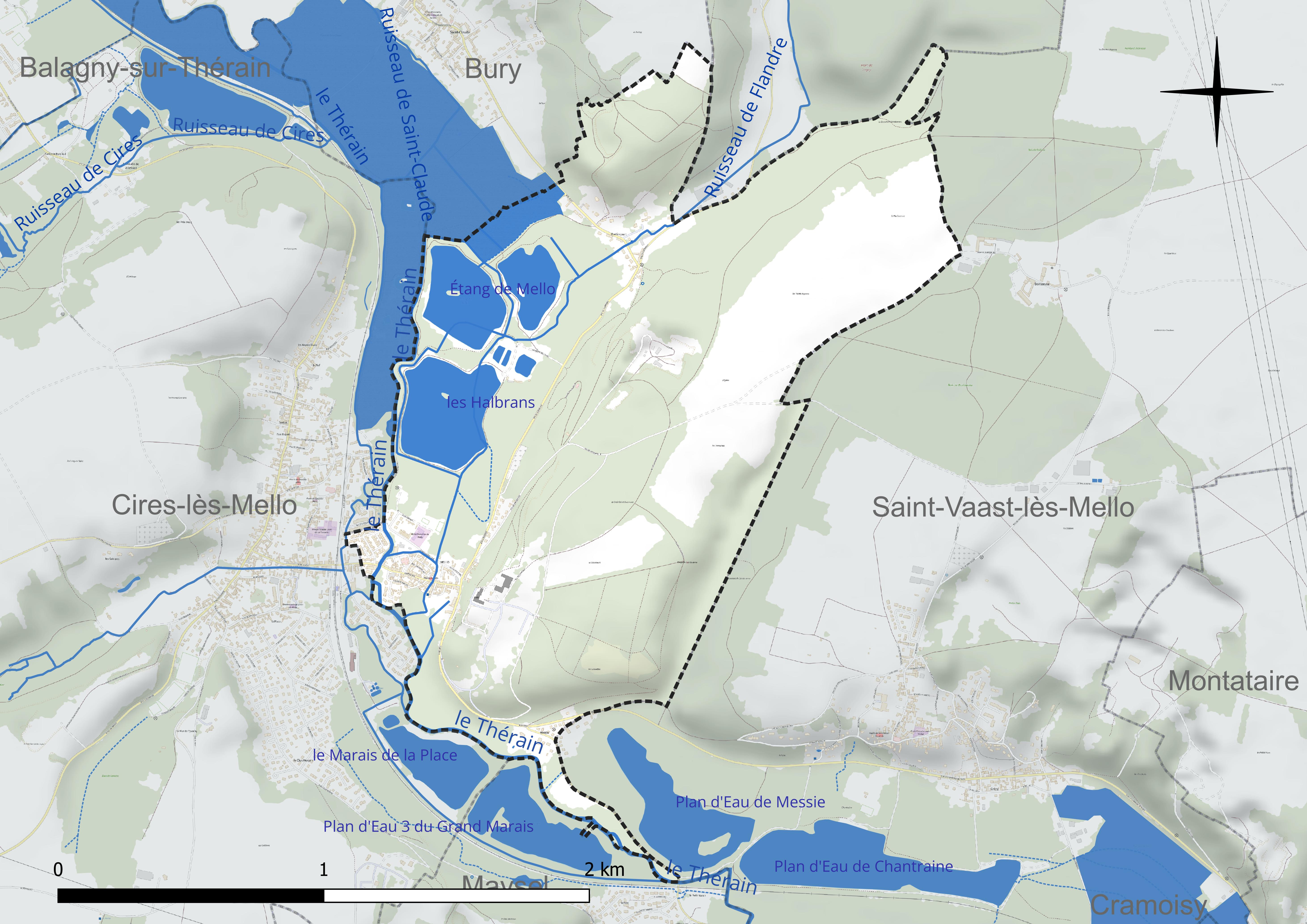
Réseau hydrographique de Mello.

La commune est située dans le bassin Seine-Normandie.
Elle est drainée par le Thérain et le ruisseau de Flandre,,.
Le Thérain, d'une longueur de 94 km, prend sa source dans la commune de Gaillefontaine et se jette  dans l'Oise à Saint-Leu-d'Esserent, après avoir traversé 43 communes. Les caractéristiques hydrologiques du Thérain sont données par la station hydrologique située sur la commune. Le débit moyen mensuel est de 7,79 m3/s. Le débit moyen journalier maximum est de 35,6 m3/s, atteint lors de la crue du 29 mars 2001. Le débit instantané maximal est quant à lui de 35,9 m3/s, atteint le même jour.
Quatre plans d'eau complètent le réseau hydrographique : le plan d'eau 3 du Grand Marais, d'une superficie totale de 9,3 ha (0 ha sur la commune), le plan d'eau du le marais de Saint-Claude (4,5 ha), les Halbrans (11,4 ha) et l'étang de Mello (7,8 ha),.

#### Gestion et qualité des eaux
Le territoire communal est couvert par le schéma d'aménagement et de gestion des eaux (SAGE) « Sensée ». Ce document de planification concerne un territoire de 1 219 km2 de superficie, délimité par le bassin versant du Thérain. Le périmètre a été arrêté le 27 janvier 2023 et le SAGE proprement dit est, en 2024, en cours d'élaboration. La structure porteuse de l'élaboration et de la mise en œuvre est le syndicat intercommunal de la Vallée du Thérain (SIVT).
La qualité des cours d'eau peut être consultée sur un site dédié géré par les agences de l'eau et l'Agence française pour la biodiversité.

### Climat
Pour des articles plus généraux, voir Climat des Hauts-de-France et Climat de l'Oise.
En 2010, le climat de la commune est de type climat océanique dégradé des plaines du Centre et du Nord, selon une étude du CNRS s'appuyant sur une série de données couvrant la période 1971-2000. En 2020, Météo-France publie une typologie des climats de la France métropolitaine dans laquelle la commune est exposée à un climat océanique et est dans la région climatique Nord-est du bassin Parisien, caractérisée par un ensoleillement médiocre, une pluviométrie moyenne régulièrement répartie au cours de l'année et un hiver froid (3 °C).
Pour la période 1971-2000, la température annuelle moyenne est de 10,8 °C, avec une amplitude thermique annuelle de 14,6 °C. Le cumul annuel moyen de précipitations est de 677 mm, avec 11,1 jours de précipitations en janvier et 8 jours en juillet. Pour la période 1991-2020, la température moyenne annuelle observée sur la station météorologique la plus proche, située sur la commune de Creil à 9 km à vol d'oiseau, est de 11,2 °C et le cumul annuel moyen de précipitations est de 662,2 mm,. Pour l'avenir, les paramètres climatiques de la commune estimés pour 2050 selon différents scénarios d'émission de gaz à effet de serre sont consultables sur un site dédié publié par Météo-France en novembre 2022.

## Urbanisme

### Typologie
Au 1er janvier 2024, Mello est catégorisée bourg rural, selon la nouvelle grille communale de densité à sept niveaux définie par l'Insee en 2022.
Elle appartient à l'unité urbaine de Cires-lès-Mello, une agglomération intra-départementale regroupant deux  communes, dont elle est une commune de la banlieue,,.
Par ailleurs la commune fait partie de l'aire d'attraction de Paris, dont elle est une commune de la couronne,.

### Occupation des sols

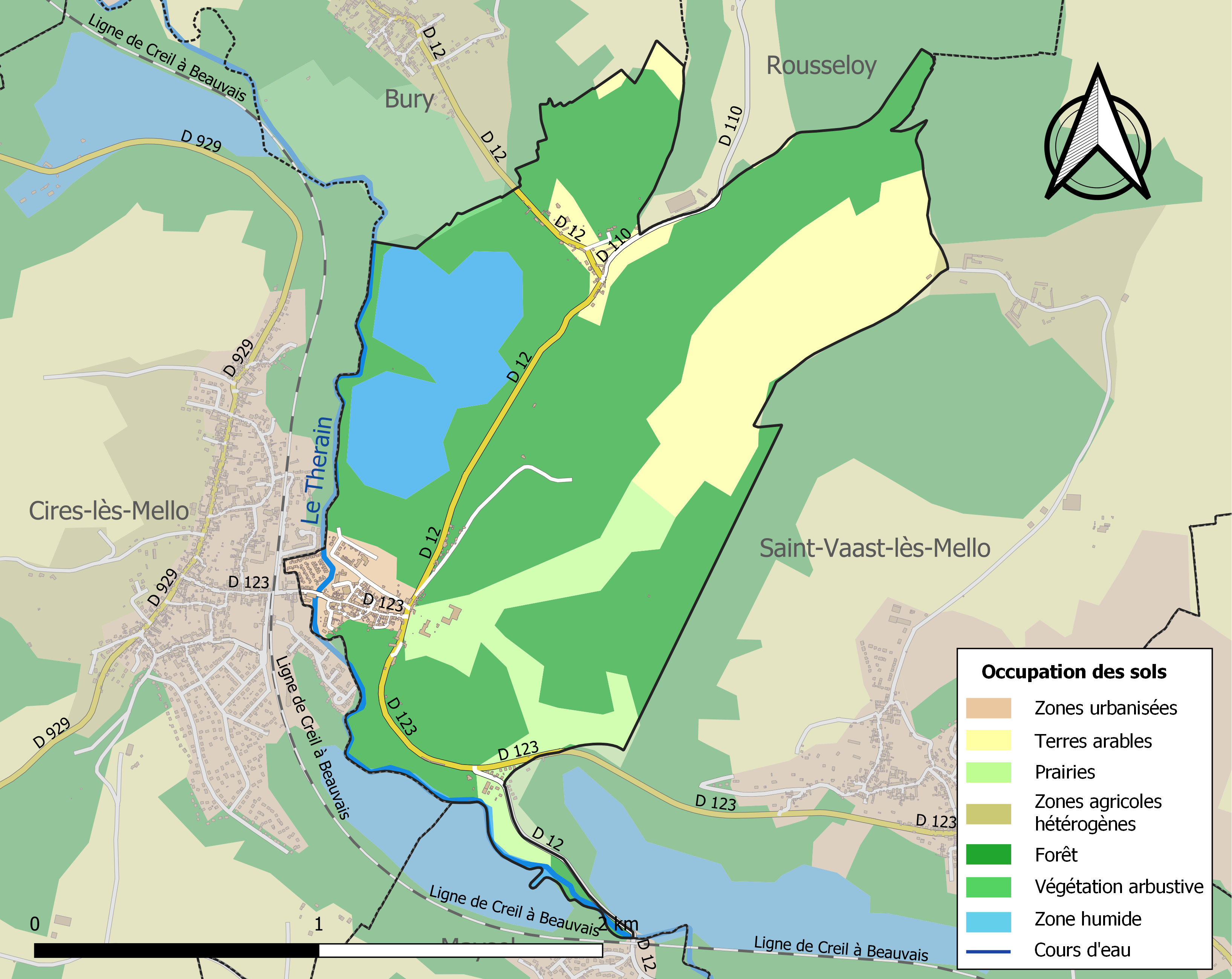
Carte des infrastructures et de l'occupation des sols de la commune en 2018 (CLC).

L'occupation des sols de la commune, telle qu'elle ressort de la base de données européenne d'occupation biophysique des sols Corine Land Cover (CLC), est marquée par l'importance des forêts et milieux semi-naturels (59,8 % en 2018), une proportion sensiblement équivalente à celle de 1990 (60 %).
La répartition détaillée en 2018 est la suivante : forêts (59,7 %), terres arables (17,3 %), eaux continentales (10,5 %), prairies (9 %), zones urbanisées (3,3 %), zones agricoles hétérogènes (0,1 %), milieux à végétation arbustive et/ou herbacée (0,1 %).
L'évolution de l'occupation des sols de la commune et de ses infrastructures peut être observée sur les différentes représentations cartographiques du territoire : la carte de Cassini (XVIIIe siècle), la carte d'état-major (1820-1866) et les cartes ou photos aériennes de l'IGN pour la période actuelle (1950 à aujourd'hui).

### Habitat et logement
En 2021, le nombre total de logements dans la commune était de 289, alors qu'il était de 283 en 2016 et de 275 en 2011.
Parmi ces logements, 83,7 % étaient des résidences principales, 2,4 % des résidences secondaires et 13,9 % des logements vacants. Ces logements étaient pour 74,9 % d'entre eux des maisons individuelles et pour 25,1 % des appartements.
Le tableau ci-dessous présente la typologie des logements à Mello en 2021 en comparaison avec celle de l'Oise et de la France entière. Une caractéristique marquante du parc de logements est ainsi une proportion de résidences secondaires et logements occasionnels (2,4 %) supérieure à celle du département (2,4 %) mais inférieure à celle de la France entière (9,7 %).
| Typologie                                               | Mello | Oise | France entière |
| ------------------------------------------------------- | ----- | ---- | -------------- |
| Résidences principales (en %)                           | 83,7  | 90,5 | 82,2           |
| Résidences secondaires et logements occasionnels (en %) | 2,4   | 2,4  | 9,7            |
| Logements vacants (en %)                                | 13,9  | 7    | 8,1            |

### Voies de communication et transports
La commune est desservie, en 2023, par les lignes 646, 647, 648, 6313, 6344 et 6345 du réseau interurbain de l'Oise.

## Toponymie
Le nom de la localité est attesté sous la forme Merloilum en 1039.
Probablement composé du latin merula (merle) et du gallois -ialo, ce serait « (la) clairière du merle ».

## Histoire

### Moyen Âge
Selon Louis Graves, « Mello était le chef-lieu d'une des plus anciennes seigneuries du Beauvaisis, comprenant dans son ressort les paroisses de Mello, St-Vaast, Maysel, Cramoisy , Cires et Rousseloy ; C'était une baronnie de coutume qui conférait, par conséquent, le titré de baron à ses propriétaires sans avoir recours à aucune formalité. Elle donna son nom à la maison Dreux de Mello qui prétendait descendre de Charlemagne, et dont les membres occupèrent longtems les premières dignités de l'état [...] La terre de Mello fut érigée en ville baronie et châtellenie le 7 octobre 1200 par Guillaume [de Mello], avec promesse de rendre les habitans francs et libres de toute taille ».
Le 9 juin 1358 se déroule à Mello la bataille qui met fin à la Grande Jacquerie[réf. nécessaire].
Le château est pris par les Anglais lors de la Guerre de Cent Ans en 1422.

### Temps modernes
A la fin des Guerres de Religion, Henri IV séjourne trois jours à Mello avec deux cents hommes de sa suite, et remercie de leur fidélité les magistrats de Beauvais qui y avaient été transférés à la suite des désordres de la Ligue.

### Époque contemporaine
En 1828, on compte à Mello d'importantes carrières, une tourbière en exploitation, des moulins à blé, un mégisserie, deux manufactures de tissage, l'une de coton, l'autre de laine et cachemire.
En 1853, le hameau de Martincourt, dépendant de Saint-Vaast-lès-Mello, est rattaché à Mello[réf. nécessaire].

## Politique et administration

### Rattachements administratifs et électoraux

#### Rattachements administratifs
La commune se trouve dans l'arrondissement de Senlis du département de l'Oise.
Elle faisait partie de 1801 à 1973 du canton de Creil. Celui-ci est alors scindé, et la commune rattachée au canton de Montataire. Dans le cadre du redécoupage cantonal de 2014 en France, cette circonscription administrative territoriale a disparu, et le canton n'est plus qu'une circonscription électorale.

#### Rattachements électoraux
Pour les élections départementales, la commune fait partie depuis 2014 d'un nouveau canton de Montataire porté de 10 à 15 communes.
Pour l'élection des députés, elle fait partie de la  troisième circonscription de l'Oise.

### Intercommunalité
La commune était le siège de la communauté de communes la Ruraloise, qui avait pris la suite du SIVOM du Thelle.
Dans le cadre des dispositions de la loi portant nouvelle organisation territoriale de la République (Loi NOTRe) du 7 août 2015, qui prévoit que les établissements publics de coopération intercommunale (EPCI) à fiscalité propre doivent avoir un minimum de 15 000 habitants, le préfet de l'Oise a publié en octobre 2015 un projet de nouveau schéma départemental de coopération intercommunale, qui prévoit la fusion de plusieurs intercommunalités, et en particulier  de la communauté de communes du Pays de Thelle et de la communauté de communes la Ruraloise, formant ainsi une intercommunalité de 42 communes et de 59 626 habitants,.
La nouvelle intercommunalité, dont est membre la commune et dénommée provisoirement communauté de communes du Pays de Thelle et Ruraloise, est créée par un arrêté préfectoral du 30 novembre 2016 qui a pris effet le 1er janvier 2017.

### Liste des maires
| Période                                  | Période                        | Identité                    | Étiquette | Qualité                                               |
| ---------------------------------------- | ------------------------------ | --------------------------- | --------- | ----------------------------------------------------- |
| Les données manquantes sont à compléter. |                                |                             |           |                                                       |
| 1843                                     | 1856                           | Médard Reboulet             |           |                                                       |
| 1856                                     | 1871                           | Achille Florentin Seillière |           | Baron                                                 |
| 1871                                     | 1876                           | Auguste Millot              |           | Médecin                                               |
| 1876                                     | 1886                           | Raymond Seillière           |           | Baron                                                 |
| 1886                                     | 1889                           | Alexandre Mercier           |           |                                                       |
| 1889                                     | 1900                           | François Seillière          |           | Baron                                                 |
| 1900                                     | 1904                           | M. Lesage                   |           |                                                       |
| 1904                                     | 1908                           | François Seillière          |           | Baron                                                 |
| 1908                                     | 1925                           | Henri Mellotee              |           |                                                       |
| 1925                                     | 1935                           | Marcel Bernaert             |           |                                                       |
| 1935                                     | 1941                           | Célestin Boulanger          |           |                                                       |
| 1941                                     | 1944                           | Etienne Nughes              |           |                                                       |
| 1944                                     | 1945                           | Marcel Bernaert             |           |                                                       |
| 1945                                     | 1971                           | Jean Pichon                 |           | Médecin                                               |
| 1971                                     | 1979                           | Roger Daniel                |           |                                                       |
| 1979                                     | 1983                           | Jean Eloy                   |           |                                                       |
| 1983                                     | 1989                           | Jean Gourdain               |           |                                                       |
| 1989                                     | 2001                           | Guy Deroide                 |           |                                                       |
| mars 2001                                | 2008                           | Jean Claude Driancourt      |           |                                                       |
| mars 2008                                | En cours (au 30 novembre 2023) | Christelle Gauvin           |           | Technicienne qualité Réélue pour le mandat 2020-2026, |

## Équipements et services publics

### Enseignement
L'école de Mello accueille en 2022-2023 60 enfants répartis en trois classe. Elle est dotée d'un accueil périscolaire et d'un centre de loisirs, ainis que d'une cantine.

## Population et société

### Démographie

#### Évolution démographique
L'évolution du nombre d'habitants est connue à travers les recensements de la population effectués dans la commune depuis 1793. Pour les communes de moins de 10 000 habitants, une enquête de recensement portant sur toute la population est réalisée tous les cinq ans, les populations de référence des années intermédiaires étant quant à elles estimées par interpolation ou extrapolation. Pour la commune, le premier recensement exhaustif entrant dans le cadre du nouveau dispositif a été réalisé en 2005.

En 2022, la commune comptait 601 habitants, en évolution de −5,06 % par rapport à 2016 (Oise : +0,87 %, France hors Mayotte : +2,11 %).
| 1793 | 1800 | 1806 | 1821 | 1831 | 1836 | 1841 | 1846 | 1851 |
| ---- | ---- | ---- | ---- | ---- | ---- | ---- | ---- | ---- |
| 412  | 403  | 427  | 409  | 492  | 507  | 460  | 419  | 468  |

| 1856 | 1861 | 1866 | 1872 | 1876 | 1881 | 1886 | 1891 | 1896 |
| ---- | ---- | ---- | ---- | ---- | ---- | ---- | ---- | ---- |
| 473  | 561  | 514  | 515  | 540  | 544  | 430  | 411  | 427  |

| 1901 | 1906 | 1911 | 1921 | 1926 | 1931 | 1936 | 1946 | 1954 |
| ---- | ---- | ---- | ---- | ---- | ---- | ---- | ---- | ---- |
| 420  | 459  | 418  | 529  | 509  | 511  | 402  | 451  | 536  |

| 1962 | 1968 | 1975 | 1982 | 1990 | 1999 | 2005 | 2006 | 2010 |
| ---- | ---- | ---- | ---- | ---- | ---- | ---- | ---- | ---- |
| 624  | 567  | 514  | 450  | 411  | 368  | 417  | 407  | 587  |

| 2015 | 2020 | 2022 | - | - | - | - | - | - |
| ---- | ---- | ---- | - | - | - | - | - | - |
| 635  | 601  | 601  | - | - | - | - | - | - |

#### Pyramide des âges
La population de la commune est relativement jeune.
En 2018, le taux de personnes d'un âge inférieur à 30 ans s'élève à 39,6 %, soit au-dessus de la moyenne départementale (37,3 %). À l'inverse, le taux de personnes d'âge supérieur à 60 ans est de 16,0 % la même année, alors qu'il est de 22,8 % au niveau départemental.
En 2018, la commune comptait 310 hommes pour 316 femmes, soit un taux de 50,48 % de femmes, légèrement inférieur au taux départemental (51,11 %).
Les pyramides des âges de la commune et du département s'établissent comme suit.
| Hommes | Classe d’âge | Femmes |
| ------ | ------------ | ------ |
| 0,3    | 90 ou +      | 0,7    |
| 2,3    | 75-89 ans    | 4,0    |
| 11,4   | 60-74 ans    | 13,2   |
| 22,8   | 45-59 ans    | 20,5   |
| 22,8   | 30-44 ans    | 22,8   |
| 18,1   | 15-29 ans    | 15,8   |
| 22,1   | 0-14 ans     | 23,1   |

| Hommes | Classe d’âge | Femmes |
| ------ | ------------ | ------ |
| 0,5    | 90 ou +      | 1,4    |
| 5,5    | 75-89 ans    | 7,6    |
| 15,6   | 60-74 ans    | 16,3   |
| 20,8   | 45-59 ans    | 20     |
| 19,4   | 30-44 ans    | 19,4   |
| 17,6   | 15-29 ans    | 16,2   |
| 20,6   | 0-14 ans     | 19,1   |

## Culture locale et patrimoine

### Lieux et monuments
Mello compte trois monuments historiques sur son territoire :
- collégiale Notre-Dame  Classée MH (1921)[36],[37], place de l'Église : 
La collégiale a été édifiée pendant la seconde partie du XIIe siècle pour les deux premiers niveaux, et entre 1210 et 1220 environ pour l'étage des fenêtres hautes, les voûtes et toitures. Bien qu'appartenant clairement à l'architecture gothique, les fenêtres issues de la première campagne de construction sont encore d'inspiration romane. Le XVIe siècle notamment a apporté un nombre de réparations et extensions, qui n'ont que légèrement la physionomie globale de l'édifice, sauf au nord de la nef. Par contre, l'écoulement de l'abside en 1741 laisse ses traces jusqu'à ce jour, n'ayant jamais été reconstruit.
Déjà très compacte, l'église en tient une extension est-ouest ne dépassant pas l'extension nord-sud, ce qui est tout à fait inhabituel pour une église gothique. Avec les dimensions réduites, contrastent l'élévation ambitieuse sur trois étages, avec un triforium présent sur tous les parois à l'intérieur de l'église, ainsi que la portée considérable des voûtes du vaisseau central et du transept. L'intérieur est également assez harmonieux et bien équilibré, ce que le caractère disparate de l'extérieur ne trahit pas[38],[39].

- Maison du XVIIIe siècle  Inscrite MH (1927, partiellement)[40], place Jeanne-d'Arc :
Elle abrite aujourd'hui un hôtel-restaurant. D'après la base Mérimée, la maison aurait été détruite vers 1944 et daterait du XVIIIe siècle[40], ce qui ne cadre pas avec la référence au style Renaissance[41].
- Châteaux de Mello  Inscrit MH (1989, partiellement)[42], surplombant le village à l'ouest :

Le château est la propriété successive des familles de Mello, de Nesle, et de Montmorency, ils appartiennent aujourd'hui à une société de crédit-bail immobilier, louant les installations hôtelières au groupe Châteauform', qui y exploite 101 chambres, destinées à l'accueil de séminaires.

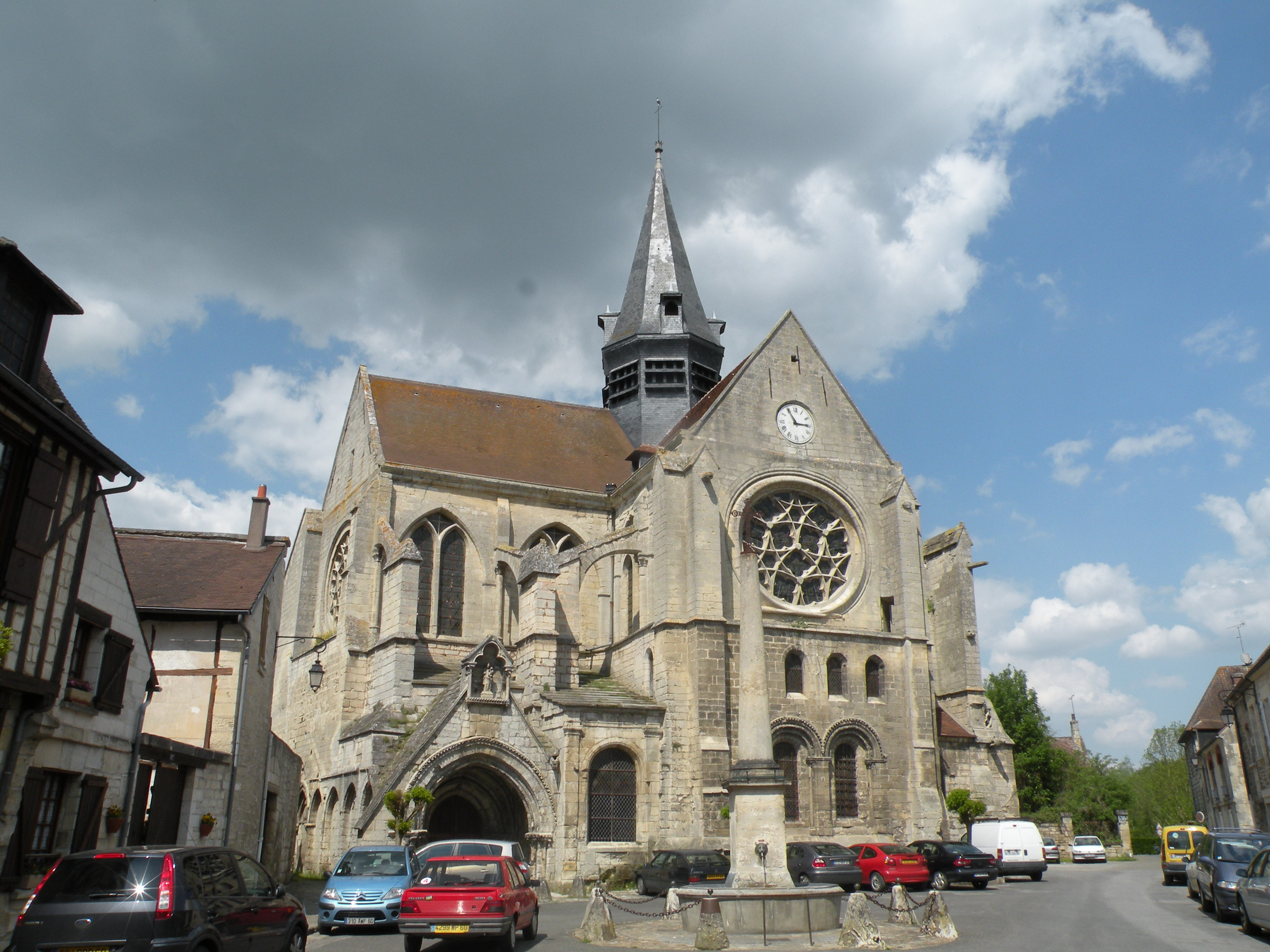
Collégiale Notre-Dame et fontaine.
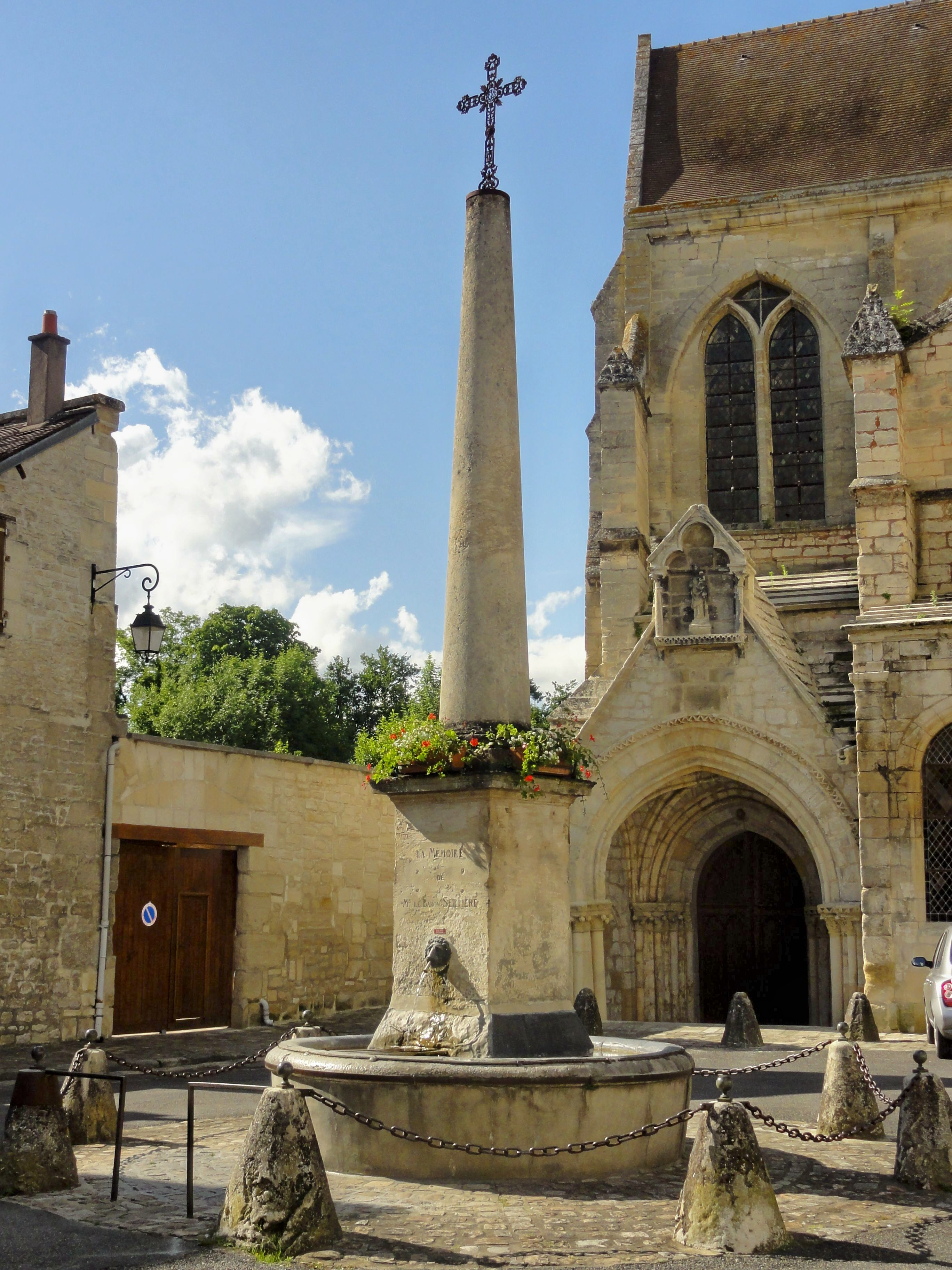
Fontaine de la place de l'Église.
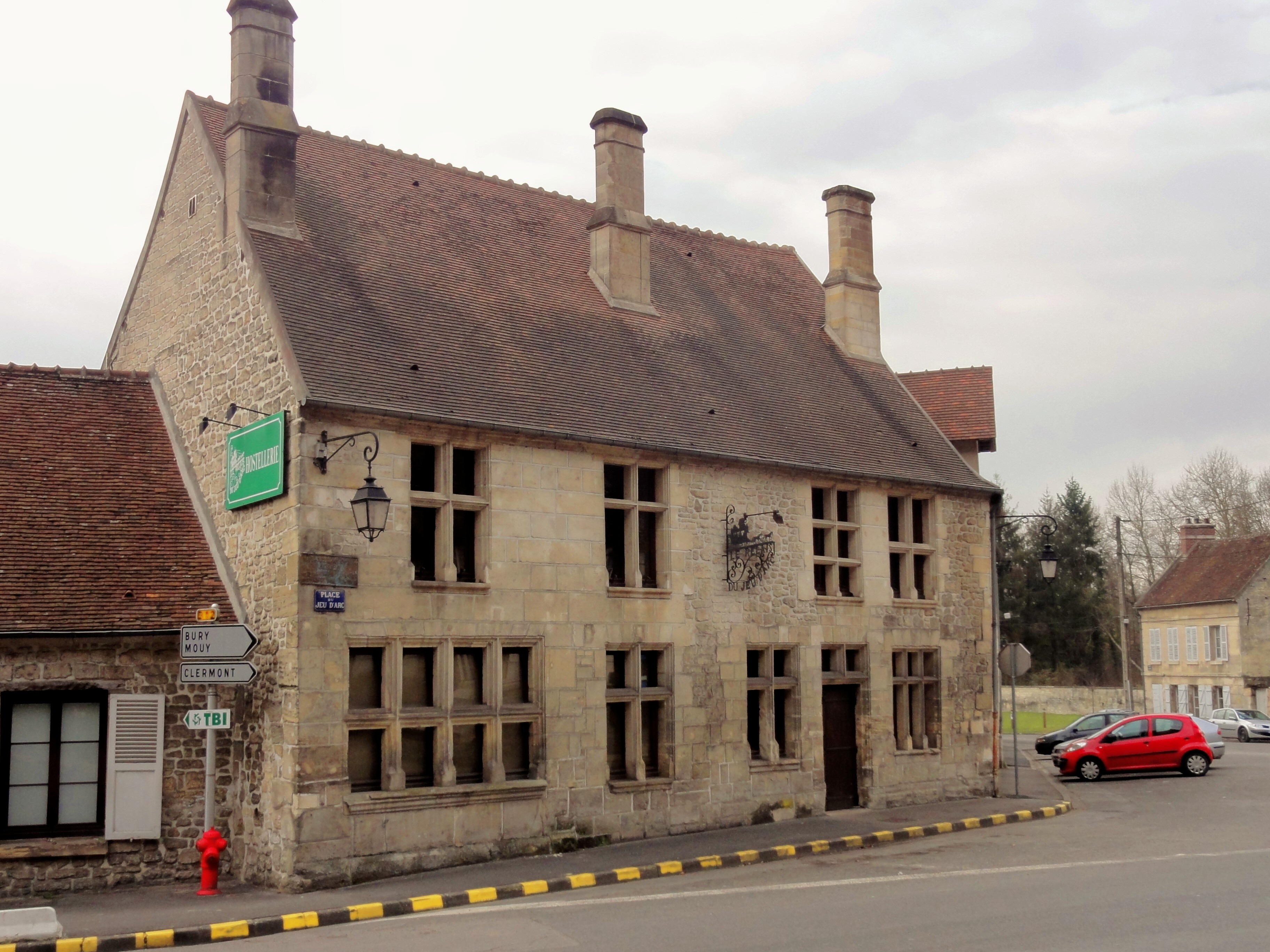
Maison Renaissance.
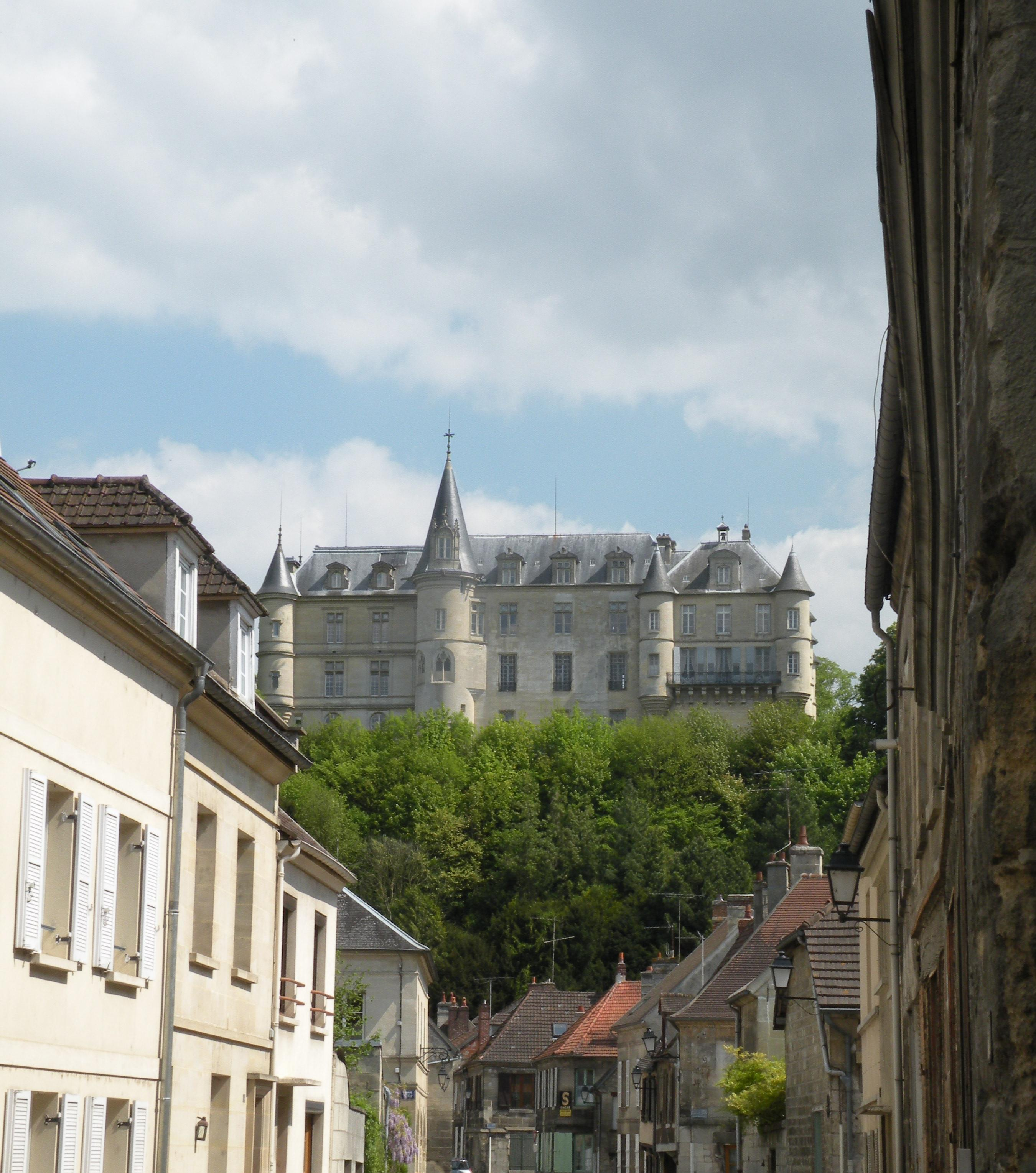
Château de Mello.

On peut également noter :
- Fontaine de la place de l'Église.
- Fontaine Gabrielle, au début de la Grande rue à l'entrée ouest du village.
- Le Thérain et ses différentes déviations qui sillonnent tout le village et l'entourent entièrement, formant plusieurs îles.

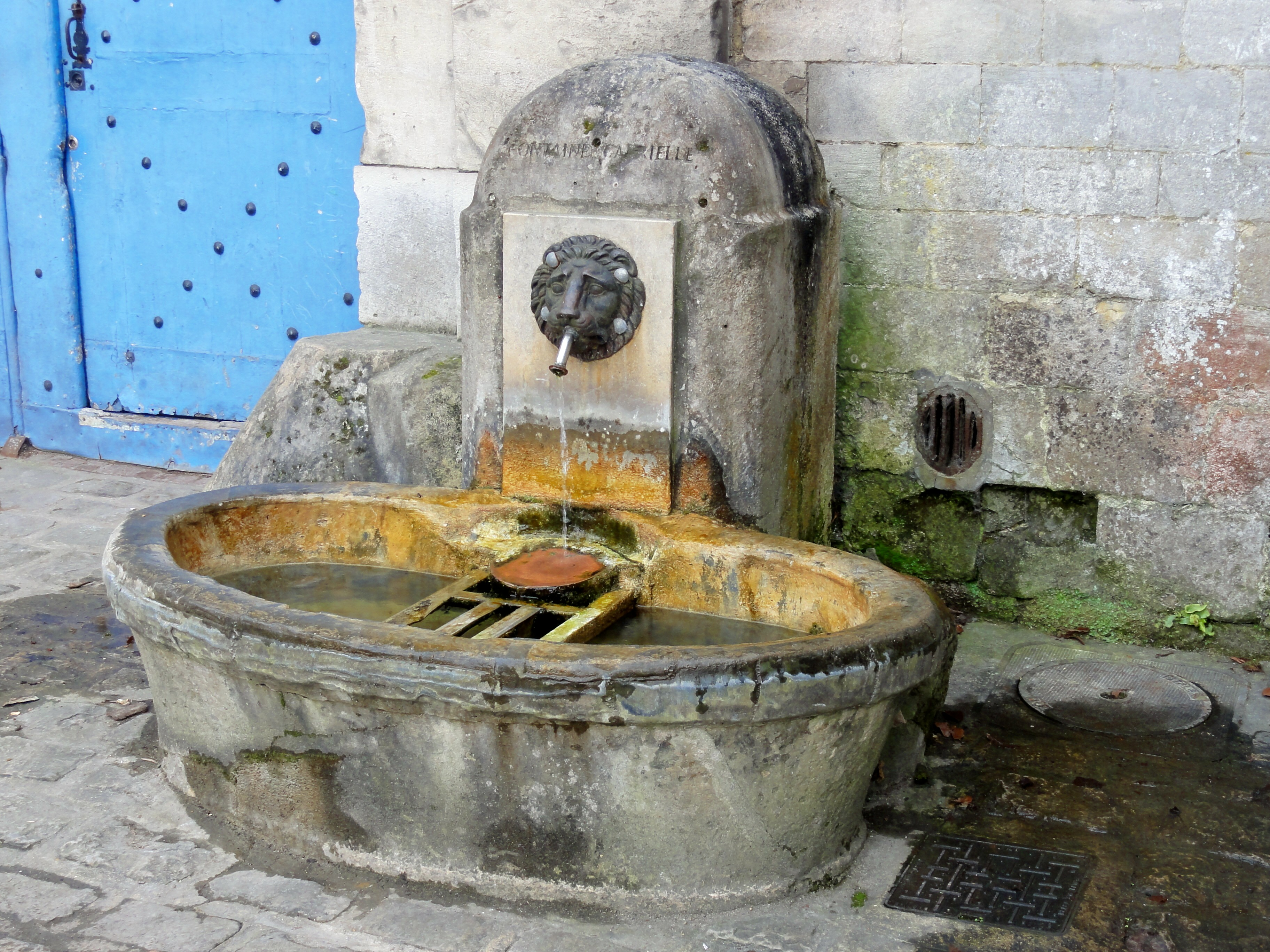
Fontaine Gabrielle.
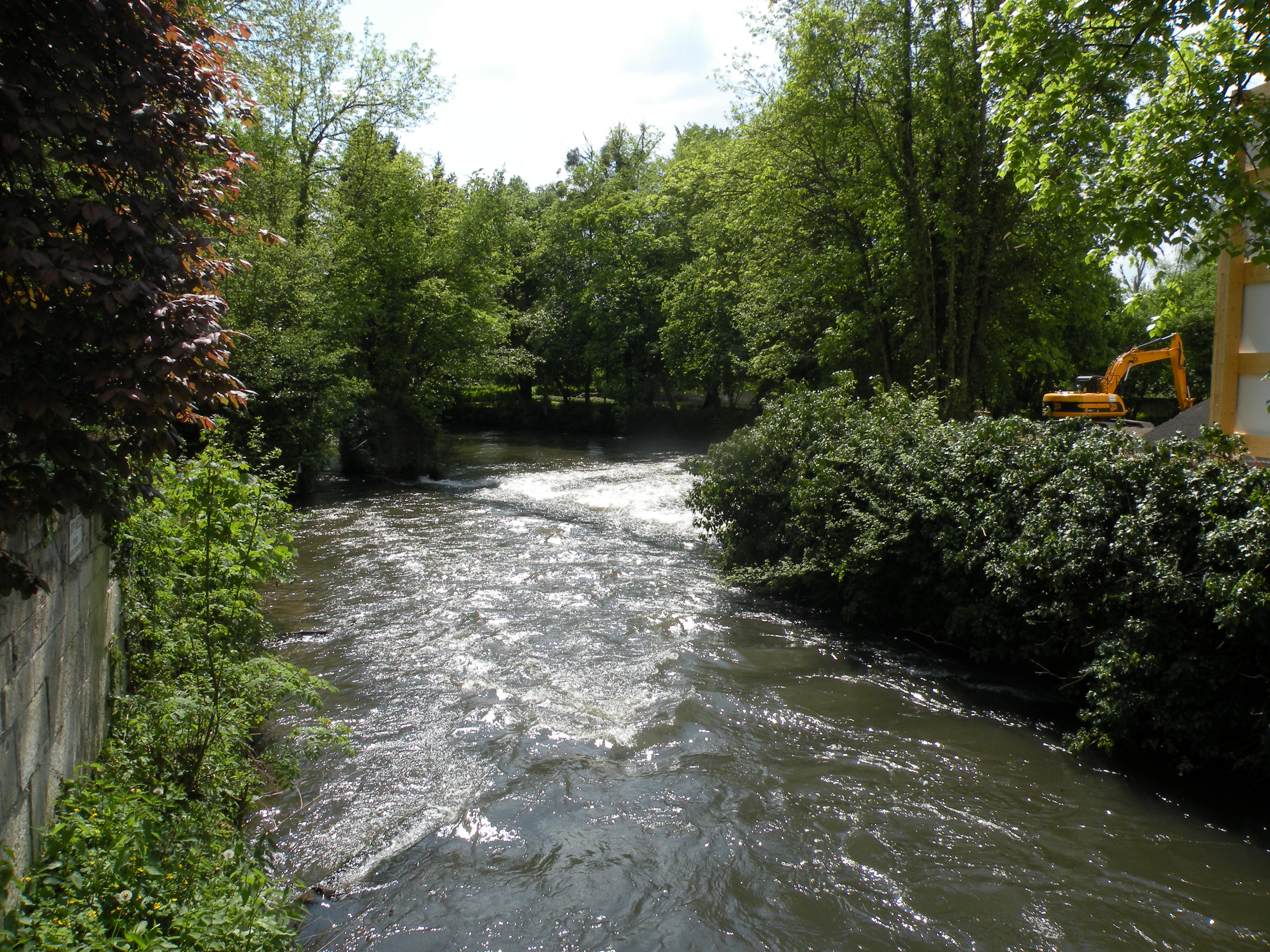
Le Thérain.

### Personnalités liées à la commune
- Famille de Mello.
- Guillaume de Mello (mort en 1171), dix-neuvième abbé de Vézelay élu en 1161.
- Guillaume d'Ercuis (1255-1315), ecclésiastique, aumônier du roi Philippe III de France et précepteur du futur Philippe IV, est chanoine de Mello.
- Guillaume Caillet ou Callet, surnommé Jacques Bonhomme, chef  de la Grande Jacquerie, révolte de 1358 des paysans du nord de la France, est né à Mello.
- Général Louis Michel Antoine Sahuc (1755-1813), général et homme politique français de la Révolution et de l’Empire, qui s'est engagé dans l'armée royale en 1772 avant de participer aux guerres de la Révolution française, est né à Mello[45].
- Alexandre Martin (1815-1895), surnommé l’« ouvrier Albert », homme politique français connu pour son engagement socialiste lors de la Révolution de 1848, et l'un des dirigeants du gouvernement provisoire qui en découle, est mort à Mello.
- Charles-Ernest Romagny (1828-1858), peintre français né à Mello.

### Héraldique
| Blason de Mello | Blason  | D'or à deux fasces de gueules accompagnées d'un orle de 9 merlettes. |
| Blason de Mello | Détails | Le statut officiel du blason reste à déterminer.                     |

## Pour approfondir